# Koyamaea neblinensis
Koyamaea neblinensis är en halvgräsart som beskrevs av William Wayt Thomas och G.Davidse. Koyamaea neblinensis ingår i släktet Koyamaea och familjen halvgräs. Inga underarter finns listade i Catalogue of Life.